# Regionshospitalet Silkeborg
Regionshospitalet Silkeborg er et hospital, som siden 2011 indgår i Hospitalsenhed Midt, der også består af regionshospitalerne i Viborg og Skive samt Hammel Neurocenter. I Silkeborg er der 1.290 ansatte (2013), imens Hospitalsenhed Midt samlet har 4.300 ansatte og dermed er den næststørste hospitalsenhed i Region Midtjylland.